# Máscara de Atatürk
La Máscara de Atatürk (en idioma turco Atatürk Maskı) es un gran busto de hormigón y acero de Mustafa Kemal Atatürk, el fundador de la Turquía moderna, ubicado en el distrito de Buca de Esmirna (Izmir). La escultura se completó en 2009, tras tres años de obras, con un coste de construcción de 4,2 millones de liras turcas.

## Historia
Las autoridades municipales de Buca firmaron un acuerdo con el escultor Harun Atalayman para erigir un monumento a Mustafa Kemal Atatürk. La escultura, que comenzó a construirse en 2006, se completó en 2009 con un coste de 4,2 millones de liras turcas. En septiembre de 2010, un museo llamado "Guerra de la Independencia" y "Museo del 9 de septiembre" fue creado en escultura, aunque de vida efímera. En 2018 el busto, parcialmente destruido por las condiciones climáticas, fue reparado con la ayuda de escaladores experimentados, ya que una grúa especial no pudo llegar a algunos lugares del monumento.

## Descripción
La máscara de Atatürk tiene 42 metros de altura, lo que la convierte en la escultura de mayor tamaño de Turquía y la décima de su tipo en el mundo. Fue construido usando un marco especial, y no fue tallado en la ladera de la montaña como otras de su tipo. En realidad el monumento es una estructura de acero, cuya base es un marco especial. En la esquina inferior izquierda de la escultura está grabada la cita de Atatürk "Paz en casa - paz mundial" (yurtta baris, dunyada baris) y su firma.